# Veronika Bauer
Pour les articles homonymes, voir Bauer.
Veronika Bauer, (née le 17 octobre 1979 à Toronto), est une skieuse acrobatique canadienne spécialiste du saut acrobatique.

## Carrière
Elle est championne du monde de saut en 2001. Elle remporte ensuite quatre victoires en Coupe du monde entre 2002 et 2003.
Sa dernière compétition majeure est les Jeux olympiques d'hiver de 2010.

## Palmarès

### Jeux olympiques
| Édition/Discipline       | saut |
| JO 2002 à Salt Lake City | 10e  |
| JO 2006 à Turin          | 12e  |
| JO 2010 à Vancouver      | 15e  |

### Championnats du monde
| Édition/Discipline                   | saut   |
| Mondiaux 1999 à Meiringen-Hasliberg  | 6e     |
| Mondiaux 2001 à Whistler             | Or     |
| Mondiaux 2003 à Deer Valley          | Argent |
| Mondiaux 2005 à Ruka                 | 11e    |
| Mondiaux 2007 à Madonna di Campiglio | 7e     |

### Coupe du monde
- Meilleur classement général : 6e en 2001.
- Meilleur classement en saut : 3e en 2003.
- 18 podiums dont 4 victoires.